# Bonnard, Pierre et Marthe
Pour plus de détails, voir Fiche technique et Distribution.
Bonnard, Pierre et Marthe est un film français réalisé par Martin Provost, sorti en 2023.

## Synopsis
Le film retrace sur un demi-siècle la vie du peintre français Pierre Bonnard (joué par Vincent Macaigne) et de sa compagne, Marthe (Cécile de France). Le « peintre du bonheur » fait dans plus d'un tiers de ses tableaux le portrait de celle qui devient très vite sa muse et la pierre angulaire de sa vie. Le film les montre avec d'autres artistes et leurs proches : Claude Monet et sa femme Alice, les Nabis comme Paul Signac, Misia (Anouk Grinberg), Thadée Natanson... Le couple vit heureux mais assez isolé, Marthe se montrant difficile. Fut-ce après s'être échappé à Rome avec Renée (Stacy Martin), une jeune femme qui a été son modèle et croit l'épouser bientôt, Pierre revient toujours vers Marthe, qu'il finit par consentir à épouser. Au fil des années, Marthe sombre dans la folie. Après sa mort, Pierre conserve intacte sa chambre à coucher.

## Fiche technique
Sauf indication contraire, les informations mentionnées dans cette section peuvent être confirmées par la base de données cinématographiques Unifrance,  présente dans la section « Liens externes ».
- Titre original : Bonnard, Pierre et Marthe
- Réalisateur et scénario : Martin Provost
- Musique : Michael Galasso
- Décors : Jérémie Duchier
- Costumes : Pierre-Jean Larroque
- Photographie : Guillaume Schiffman
- Son : Ivan Dumas
- Montage : Tina Baz
- Production : François Kraus et Denis Pineau-Valencienne
- Production exécutive : Sylvain Monod
- Sociétés de production : Les Films du kiosque ; France 3 Cinéma et Volapuk (coproductions françaises) ; Umedia (coproduction belge) ; et 9 SOFICA (en association avec)
- Sociétés de distribution : Memento Distribution (France) ; Frenetic Films (suisse romande), Imagine Film Distribution (Belgique), Sphère Films (Québec)
- Pays de production :  France
- Langue originale : français
- Format : couleur — 1,85:1 — son 5.1
- Genre : biographie, comédie dramatique, romance
- Durée : 123 minutes
- Dates de sortie :
  - France : 21 mai 2023 (festival de Cannes) ; 10 janvier 2024 (sortie nationale)[4]
  - Belgique : 10 janvier 2024
  - Suisse romande : 17 janvier 2024
  - Québec : mars 2024 Date sujette à modification

## Distribution
Sauf indication contraire, les informations mentionnées dans cette section peuvent être confirmées par les bases de données cinématographiques IMDb et Allociné,  présentes dans la section « Liens externes ».
- Vincent Macaigne : Pierre Bonnard
- Cécile de France : Marthe de Méligny
- Stacy Martin : Renée Monchaty
- Anouk Grinberg : Misia Godebska
- Grégoire Leprince-Ringuet : Édouard Vuillard
- André Marcon : Claude Monet
- Hélène Alexandridis : Alice Hoschedé, compagne de Monet
- Stanislas Merhar : Thadée Natanson, 1e mari de Misia
- Peter Van Den Begin : Alfred Edwards, 2e mari de Misia
- Marcel Gonzalez : José Maria Sert, 3e mari de Misia
- César Domboy : Charles Terrasse, neveu de Pierre
- Jonathan Frajenberg : Paul Signac
- Jean-Christophe Brétignière : Eugène Druet
- Philippe Richardin : Maurice Denis
- Vincent Londez : le médecin du Cannet
- Yveline Hamon : Honorine Boursin
- Isabelle Andréani

## Production

### Génèse et développements
Martin Provost dit avoir reçu de sa mère, lorsqu'il était enfant, une reproduction d'un des tableaux de Bonnard représentant Marthe, et l'avoir accroché dans sa chambre pour pouvoir le regarder en se couchant : « Quelque chose dans ce tableau, sa sensualité, son étrangeté, m'a fasciné. C'était comme une fenêtre sur un autre monde ». Son film est « le portrait d'un couple qui soulève la question [de] ce que c'est d'être la femme d'un peintre », et montre « l'alchimie entre l'homme et la femme ».

### Tournage
Le tournage n'a pas eu lieu dans la maison originale de Bonnard au Cannet, car Provost la trouvait trop intégrée à la ville et souhaitait « plus d'espace et de nature » : il a donc filmé au Domaine d'Orvès à La Valette-du-Var les scènes du Cannet.
Cécile de France a fait l'éloge des décors du film.
Guillaume Schiffman, qui avait déjà travaillé avec Provost sur La Bonne Épouse en 2020, est ici le chef opérateur. L'équipe de tournage comprenait également le costumier Pierre-Jean Larroque et le décorateur Jérémie Duchier. Les producteurs étaient François Kraus et Denis Pineau-Valencienne des Films du kiosque, qui avaient également travaillé sur le précédent film de Provost.

## Exploitation
Les droits d'exploitation pour l'Allemagne ont été vendus au distributeur de films Prokino et pour l'Autriche à Panda Lichtspiele.

## Distinction
- Festival de Cannes 2023 : sélection « Cannes Première »